# McLaren M23
Der McLaren M23 ist ein Formel-1-Rennwagen, den Gordon Coppuck Ende 1972 für das britische Team McLaren Racing entwickelte.
Die Chassis wurden ab Anfang der Formel-1-Saison 1973 bis zu einem letzten Einsatz in der Saison 1978 (nach Umbauten 1974 als M23B, 1975 als M23C, 1976 als M23D, 1977 als M23E und letztmals 1978 als M23F) sowohl vom Werksteam als auch verschiedenen Kundenteams eingesetzt. Insgesamt wurden dreizehn M23 aufgebaut. Alle Fahrzeuge wurden von einem Cosworth-DFV-Motor angetrieben. Der M23 gilt mit zwei Fahrermeisterschaften sowie einer Konstrukteursmeisterschaft und 16 Rennsiegen in seinen insgesamt fünf Saisons als einer der erfolgreichsten und langlebigsten Rennwagen in der Formel-1-Geschichte.

## Geschichte

### Vorgeschichte (bis 1972)
Während die meisten anderen bedeutenden Konstrukteure den Schwerpunkt auf die Teilnahme an nur einer der großen Rennsportmeisterschaften legten, engagierte sich McLaren Anfang der 1970er-Jahre parallel in vier prominenten Rennserien. Das 1966 gegründete Team hatte bis 1973 bereits das Indy 500 einmal, die Formel 5000 zweimal sowie die Can-Am-Serie sogar fünfmal in Folge gewonnen. Der Meisterschaftstitel in der Formel 1 fehlte aber; zwar erzielten McLaren-Fahrzeuge seit dem Einstieg sechs Jahre zuvor bereits einige Rennsiege sowie viele Podestplätze, doch war der Bau eines meisterschaftsfähigen Autos bisher noch nicht gelungen. Der ab 1971 eingesetzte McLaren M19C war schnell, aber gegen die dominierenden Fahrzeuge von Tyrrell und Lotus chancenlos. Ende 1972 entschied die Teamführung um Teddy Mayer, ein neues Fahrzeug zu konstruieren, das die Erfahrungen und Erfolg bringenden Eigenschaften der Siegerwagen aus den anderen Rennserien vereinen sollte.

### McLaren M23 (1973)
Für die Überseerennen am Anfang der Saison in Argentinien und Brasilien setzte McLaren noch den M19 ein, da die M23-Chassis nicht rechtzeitig fertiggestellt werden konnten. Sein Renndebüt gab der neue Wagen schließlich beim Großen Preis von Südafrika 1973 mit Denny Hulme. Er hatte mit dem M23 einen perfekten Einstand, fuhr im Qualifikationstraining die schnellste Zeit und stand damit auf der Pole-Position. Allerdings war er nur um 1,5 Zehntelsekunden schneller als der Gaststarter Jody Scheckter im älteren M19A, der vom dritten Startplatz aus ins Rennen ging. Im Rennen führte Hulme die ersten vier Runden und wurde dann von Scheckter überholt. Ein Reifenschaden unterbrach im Weiteren die Fahrt des M23. Er verlor zwei Runden an der Box, wurde aber am Ende des Rennens noch Fünfter. Bei McLaren war man mit dem ersten Einsatz des M23 mehr als zufrieden.
Ab dem Großen Preis von Spanien fuhr auch der zweite Stammfahrer Peter Revson den M23. Beim Großen Preis von Schweden feierte Hulme den ersten Rennsieg mit dem neuen Wagen. Allerdings profitierte er dabei von einem schleichenden Reifendruckverlust am während des ganzen Rennens führenden Lotus 72 von Ronnie Peterson, den er erst in der letzten Runde überholen konnte. In den Zweikampf zwischen Tyrrell und Lotus um die Team- und Fahrergesamtwertung konnte McLaren zwar nicht eingreifen, aber mit den beiden Siegen von Peter Revson in Großbritannien und Kanada und weiteren Spitzenplatzierungen – unter anderem erreichte der Gaststarter Jacky Ickx den dritten Rang beim Großen Preis von Deutschland auf der Nordschleife des Nürburgrings – platzierte sich das Team am Ende des Jahres als Dritter in der Konstrukteursmeisterschaft.
Ende 1973 wurde ein M23 an den Südafrikaner Dave Charlton verkauft, der ihn in der südafrikanischen Formel-1-Meisterschaft einsetzte und 1974 und 1975 die letzten beiden Titel vor der Einstellung der Serie gewann. 1975 meldete er sich zudem mit Unterstützung lokaler Sponsoren zu seinem Heimrennen im Rahmen der Automobil-Weltmeisterschaft 1975, war mit dem veralteten Fahrzeug international aber kaum noch konkurrenzfähig und kam nicht über das hintere Mittelfeld hinaus. Er verkaufte es später an John McCormack, der es durch den Einbau eines neuen Repco-Leyland-Motors sowie einige kleinere Änderungen dem Reglement der Formel 5000 anpasste und von 1976 bis 1979 erfolgreich in der Australian Drivers’ Championship einsetzte. 1977 gewann er den Titel und 1978 die Vizemeisterschaft.

### McLaren M23B (1974)
Die Formel-1-Saison 1974 brachte große Veränderungen ins Team. Dem einflussreichen McLaren-Manager Phil Kerr war es gelungen, den zahlungskräftigen Philip-Morris-Konzern, der mit seiner Marke Marlboro seit 1972 auf den Fahrzeugen von B.R.M. warb, für McLaren zu gewinnen. Das brachte zusammen mit dem weiteren neuen Hauptsponsor Texaco große Geldmittel ins Team, führte aber auch zu Konflikten mit dem bisherigen Hauptsponsor Yardley. Das Unternehmen gehörte dem Konkurrenzkonzern British American Tobacco und war ironischerweise 1972 selbst von B.R.M. zu McLaren gewechselt. Als Kompromiss wurde vereinbart, dass McLaren 1974 mit drei Stammfahrzeugen an der Formel-1-Weltmeisterschaft teilnahm. Davon trugen zwei Sponsoring von Marlboro-Texaco und eines die Logos von Yardley.
Weiter wurde der Weltmeister der Saison 1972, Emerson Fittipaldi, als Ersatz für Peter Revson verpflichtet, der zu Shadow Racing Cars gewechselt war. Fittipaldi galt als hervorragender Testfahrer, der laut Chefdesigner Coppuck „diesen Teil seines Berufes dem Fahren von Rennen bevorzuge“ und viel Entwicklungserfahrung mit dem Weltmeisterwagen Lotus 72 mitbrachte. Der nach Fittipaldis Rückmeldungen umgearbeitete Wagen wurde von nun an als M23B bezeichnet.
Neben Emerson Fittipaldi verblieb Denny Hulme im Team, der in seine letzte Formel-1-Saison ging und den zweiten Marlboro-McLaren fuhr. Fahrer des für Revson vorgesehenen Yardley-M23 war Mike Hailwood. Ein Vorjahresfahrzeug wurde zudem an den Südafrikaner Dave Charlton verkauft, der am Großen Preis von Südafrika erfolglos als Gaststarter teilnahm, mit dem Wagen aber die südafrikanische Formel-1-Meisterschaft gewann.
Das Jahr 1974 entwickelte sich zu einem Dreikampf zwischen Fittipaldi im McLaren, Clay Regazzoni im Ferrari und Jody Scheckter im Tyrrell, der letztlich zugunsten Fittipaldis ausging, da Regazzoni beim entscheidenden letzten Grand Prix mit Stoßdämpferschaden zurückfiel und nicht wie nötig vor ihm ins Ziel kam. Fittipaldi konnte drei Rennen gewinnen. Denny Hulme gewann zwar den ersten Saison-Grand-Prix in Argentinien, fiel danach in seinen Leistungen jedoch ab und erreichte nur noch einige weitere Ankünfte in den Punkten. Mike Hailwoods bestes Ergebnis war ein dritter Platz, bis er nach einem schweren Unfall beim Großen Preis von Deutschland aus der Formel 1 zurücktrat. Er wurde für die verbliebenen vier Rennen je zweimal durch David Hobbs und Jochen Mass ersetzt. Beide Ersatzfahrer blieben aber punktelos.
Mit Fittipaldis Fahrertitel und dem gleichzeitigen Gewinn der Konstrukteursmeisterschaft vor Ferrari hatte McLaren bereits im zweiten Einsatzjahr des M23 die zur Entwicklung des Fahrzeuges gesetzten Ziele erreicht.

### McLaren M23C (1975)
1975 gingen die Chassis als M23C anhand der neuen Richtlinien der FIA überarbeitet bereits in ihre dritte Rennsaison als Werkswagen. Waren die M23 in beiden vorherigen Jahren als leicht zu fahrende Autos bekannt, führten die Änderungen 1975 in die entgegengesetzte Richtung. Die Aufhängungen wurden verändert und der Schwerpunkt musste in die hintere Hälfte des Fahrzeuges verlegt werden, wodurch der Wagen seinen großen Vorteil der hervorragenden Gewichtsverteilung einbüßte. Dem Team gelang es jedoch über die Saison, diese Probleme durch intensive Vorbereitung und Abstimmung der Wagen auf die verschiedenen Rennstrecken auszugleichen.
Der amtierende Weltmeister Fittipaldi blieb im Team, als zweiter Stammfahrer wurde der Deutsche Jochen Mass verpflichtet, der bereits in der Vorsaison die letzten beiden Rennen für McLaren gefahren und von Surtees gekommen war. Da der Yardley-Sponsorenvertrag zum Ende der Saison 1974 ausgelaufen war, kehrte McLaren wieder zum traditionellen Rennbetrieb mit zwei Werksfahrzeugen zurück.
Dem Weltmeisterteam von McLaren waren mit der unter Einfluss von Niki Lauda und Luca Cordero di Montezemolo wiedererstarkten Scuderia Ferrari sowie dem Brabham-Team mit Carlos Reutemann neue Gegner erwachsen. Fittipaldi gewann zwar die Rennen in Argentinien und Großbritannien, die Weltmeistertitel von Lauda und Ferrari konnte er jedoch nicht verhindern. Mass siegte beim abgebrochenen Großen Preis von Spanien, fuhr aber ansonsten im Vergleich zu seinem Teamkollegen nur eine mittelmäßige Saison. McLaren beendete die Saison auf dem dritten Platz der Konstrukteursmeisterschaft hinter Ferrari und Brabham. Fittipaldi wurde in der Fahrermeisterschaft Zweiter, Mass Achter.

### McLaren M23D (1976)
Im Winter 1975/1976 verließ Emerson Fittipaldi kurzfristig das McLaren-Team, um für das brasilianische Copersucar-Fittipaldi-Team seines Bruders Wilson Fittipaldi zu starten. Als sein Nachfolger wurde zunächst Jacky Ickx gehandelt, letztlich fiel die Wahl aber unter Vermittlung des einflussreichen Marlboro-Funktionärs John Hogan auf James Hunt, der mit Hesketh Racing trotz des Auftretens als „Partytruppe“ in den Vorjahren mit sehr guten Ergebnissen für Furore gesorgt hatte und nach dem Ende des Hesketh-Rennstalls in seiner ursprünglichen Form ohne Cockpit dastand. Als sein Teamkollege ging Jochen Mass in seine zweite Saison mit McLaren.
Ursprünglich sollte der M23-Nachfolger McLaren M26 bereits in der Saison 1976 zum Einsatz kommen, doch war der Wagen von der Renntauglichkeit noch so weit entfernt, dass McLaren weiter auf den M23 zurückgreifen musste. Die Fahrzeuge wurden gering überarbeitet und erhielten die Bezeichnung M23D.
Die Saison 1976 schien zunächst klar für einen erneuten Titelgewinn von Niki Lauda im Ferrari vorbestimmt; der Österreicher fuhr eine überlegene erste Saisonhälfte und war praktisch konkurrenzlos. James Hunt gewann in Spanien den ersten Grand Prix der Saison für McLaren, wurde aber zunächst disqualifiziert, da festgestellt wurde, dass sein Wagen um etwa zwei Zentimeter zu breit war. McLaren legte Einspruch ein, dem im Nachklang des Großen Preises von Frankreich stattgegeben wurde. Da Hunt dort ebenfalls siegte, hatte er so gewissermaßen zwei Rennen in zwei Tagen gewonnen und wuchs in der Punktewertung immer mehr zum einzigen Herausforderer für Lauda heran. Das folgende Rennen in Großbritannien gewann Hunt ebenfalls – dieser Sieg wurde ihm jedoch aberkannt, da der Veranstalter unter dem Druck der britischen Zuschauer dem nach einer Startkollision eigentlich ausgeschiedenen Hunt den Neustart des Rennens mit seinem reparierten Wagen erlaubte, was aber nicht zulässig war und wogegen Ferrari erfolgreich Einspruch erhoben hatte. Ein Rennen später beim Großen Preis von Deutschland wurde Niki Lauda bei einem Unfall schwer verletzt, kehrte aber schon nach zwei Rennen zurück. Er konnte jedoch Hunt kein Paroli mehr bieten, der außer dem Sieg in Deutschland noch drei weitere Rennen gewann und schließlich in Japan mit einem Punkt Vorsprung auf Niki Lauda Weltmeister wurde. Parallel dazu fuhr Jochen Mass im zweiten McLaren eine unterdurchschnittliche Saison; die besten Ergebnisse waren zwei dritte Plätze. Er wurde bei mehreren Rennen von Hunt überrundet. Mass äußerte später die Theorie, dass die Spitzenfahrer wie sein Teamkollege James Hunt, Mario Andretti (Lotus) oder Jody Scheckter (Tyrrell) unwissend über spezielle Cosworth-Motoren verfügten, die deutlich mehr Leistung boten als die regulären Maschinen des Feldes, und dass die entsprechenden Dokumentationen bzw. Dokumente seitens Cosworth gefälscht worden seien, um dies zu verschleiern.
Ohne weitere Einsätze von privaten M23-Chassis erreichte McLaren mit seinen beiden Werksfahrern den zweiten Platz der Konstrukteurswertung hinter Ferrari. Hunt wurde Weltmeister, Mass Neunter in der Fahrer-Weltmeisterschaft.

### McLaren M23E (1977)
Da sich die Entwicklung des McLaren M26 weiter hinzog – ein erster Test des neuen Chassis mit Jochen Mass beim Großen Preis der Niederlande 1976 war enttäuschend – musste McLaren den M23 1977 in seine inzwischen fünfte Saison führen. Die Wagen wurden gering modifiziert und als M23E unverändert für die Fahrerpaarung James Hunt und Jochen Mass vom Werksteam gemeldet. Beide Fahrer erreichten als beste Ergebnisse bei den letzten Werkseinsätzen noch je einen zweiten Platz, bevor Hunt ab dem Großen Preis von Belgien und Mass ab dem Lauf in Großbritannien auf den M26 umstiegen. Vorher hatte Hunt den neuen Wagen bereits in Spanien getestet, war jedoch unzufrieden und wechselte zunächst noch einmal für den Großen Preis von Monaco auf den M23E zurück. Der frei gewordene M23 wurde in Spanien sowie nach Hunts endgültigem Umstieg bei weiteren Saisonrennen von Emilio de Villota gefahren, der aber erfolglos blieb und häufig an der Qualifikation scheiterte. Weiterhin setzte Brett Lunger einen privaten M23 ein, doch blieb auch er ohne Punkte. Für je ein Rennen meldete das Werksteam zudem in der späteren Saison noch mal ein M23-Chassis für Gilles Villeneuve und Bruno Giacomelli. Punkte konnten nicht erzielt werden. McLaren beendete die Saison 1977 mit 60 Punkten auf dem dritten Rang der Konstrukteurswertung, davon wurden 21 Punkte noch mit dem M23 erzielt.

### McLaren M23F (1978)
Zuletzt erschienen M23 in der Saison 1978 in der Formel 1 als M23F. Privat wurden Wagen für Brett Lunger, Emilio de Villota, Nelson Piquet und Tony Trimmer gemeldet. Aufgrund des Siegeszuges der Wing Cars, die durch die Ausnutzung des Bodeneffekts und dadurch erhöhten Anpressdruck viel höhere Kurvengeschwindigkeiten erreichen können als die vorherige Generation von Formel-1-Wagen, war keiner der gemeldeten Fahrer konkurrenzfähig. Nach dem Großen Preis von Italien 1978, den Piquet als Neunter beendete, verschwand der M23 endgültig aus der Formel 1. Trimmer gewann aber 1978 mit seinem M23 in der Aurora-AFX-Formel-1-Serie die Gesamtwertung.

## Technik
Der M23 hatte ein schmales, nach vorn zulaufendes Monocoque, das vom Indy-500-Siegerchassis McLaren M16B abgewandelt wurde. Da der kleinere und leichtere Cosworth DFV im Gegensatz zum Offenhauser-Motor der Indycar-Fahrzeuge keinen zusätzlichen Rahmen benötigte, konnte das Chassis am Heck aerodynamisch günstiger aufgebaut und der Motor als tragendes Teil einbezogen werden. Neu war aber der Anbau der für die damalige Formel 1 typischen großen Lufthutze über dem Kopf des Fahrers, um den Motor mit möglichst viel Luft versorgen zu können. Die Vorderradaufhängung wurde ebenfalls vom M16B abgeleitet und für den Einsatz auf europäisch geprägten Rennkursen anstelle von nordamerikanischen Ovalkursen umgestaltet. Die Hinterradaufhängung wurde dagegen vom Vorgängermodell M19C übernommen. Zudem wurden für den M23 die ab 1974 geltenden Regeln für Knautschzonen an der Fahrzeugseite vorweggenommen. Die Seitenkästen enthielten die Motorkühler und waren ähnlich derer des Lotus 72 so klein wie möglich gehalten. Coppuck hatte mit der Positionierung des Benzintanks hinter dem Fahrer das Hauptgewicht des Wagens in die Mitte verlegt und somit zusätzliche Kurvenstabilität geschaffen.
Während der vierjährigen Einsatzzeit des M23 im Werksteam nahm McLaren immer wieder Änderungen an den Fahrzeugen vor. Zunächst wurde der Radstand verlängert sowie die Spurweite vergrößert. Auch der Frontflügel und die Seitenkästen wurden größer dimensioniert. Ab 1976 kam ein neues Sechsganggetriebe zum Einsatz, das das Drehmoment des Cosworth-Motors besser nutzbar machen sollte. Ab dem vierten Saisonrennen, dem Großen Preis von Spanien 1976, wurden die großen Lufthutzen über den Köpfen der Fahrer verboten. Als Reaktion darauf konstruierte McLaren eine neue Motorabdeckung für die Wagen, die die Luft nun über zwei seitlich angebrachte Kanäle zum Motor leitete. Diese Lösung kam später auch beim M26 zum Einsatz.
Für die Motorisierung kam bei allen Chassis ein Cosworth-DFV-Motor zum Einsatz, dessen Entwicklung Ende der 1960er-Jahre von Ford finanziert worden war. Daher wurde das Aggregat teilweise auch unter der Herstellerbezeichnung Ford-Cosworth bzw. nur Ford gemeldet. Die Getriebe wurden von Hewland bezogen. Diese Kombination aus Motor und Getriebe war zu dieser Zeit weit verbreitet und galt als effektivste Lösung für den Aufbau des Antriebsstrangs.

## Lackierung und Sponsoring
Zwischen 1973 und 1978 traten M23-Chassis für mehrere Teams mit jeweils eigenen Lackierungen an:
Das Werksteam McLaren Racing lackierte 1973 alle Werkswagen sowie 1974 ein einzelnes Werksfahrzeug in den Farben des Seifenherstellers Yardley – Weiß, Schwarz und Orange. Nach der Begründung der Sponsoren-Allianz mit Philip Morris International und deren Marke Marlboro ab 1974 erschienen zwei weitere Werkswagen zum ersten Mal im symbolträchtigen rot-weißen Farbschema der Marke, das bis 1996 mit McLaren verbunden blieb. Ab 1975 erschienen alle Werkswagen mit dieser Lackierung an den Strecken, die bis auf kleine Detailänderungen bei allen M23 unverändert fortgeführt wurde.
Die verschiedenen Kundenteams und Privatiers lackierten die M23 entsprechend ihrer Sponsoren und Wünsche:
- Dave Charlton fuhr 1974 und 1975 in Südafrika einen privaten M23, dessen Farbgebung in Rot-Weiß den Marlboro-Werksfahrzeugen ähnelte, aber an den persönlichen Hauptsponsor British American Tobacco mit der Marke Lucky Strike angelehnt war
- Emilio de Villota trat 1977 und 1978 mit privaten M23 zu einigen Rennen an – 1977 mit Sponsoring von Iberia Airlines in einem weißen Wagen mit roten Akzenten und 1978 mit Unterstützung von Aseguredor in einem weißen M23 mit rot-gelben Akzenten
- Brett Lunger fuhr 1978 für BS Fabrications einen ebenfalls rot-weißen M23 – das Rot war aber deutlich dunkler im Vergleich zu den Werkswagen. Die Akzente waren neben Schwarz zusätzlich in Gold gehalten. Hauptsponsor waren die Philip-Morris-Marken Chesterfield und Lark.
- Nelson Piquet startete 1978 ebenfalls für BS Fabrications in einigen Rennen; außer beim Großen Preis der Niederlande, wo er in Marlboro-Werksfarben antrat, glich sein Wagen dem Chesterfield/Lark-M23 von Lunger
- Tony Trimmer versuchte 1978 einmalig, sich für den Großen Preis von Großbritannien zu qualifizieren; sein M23 erschien in einem rot-blauen Farbmuster mit verschiedenen kleineren Sponsoren.

## Galerie

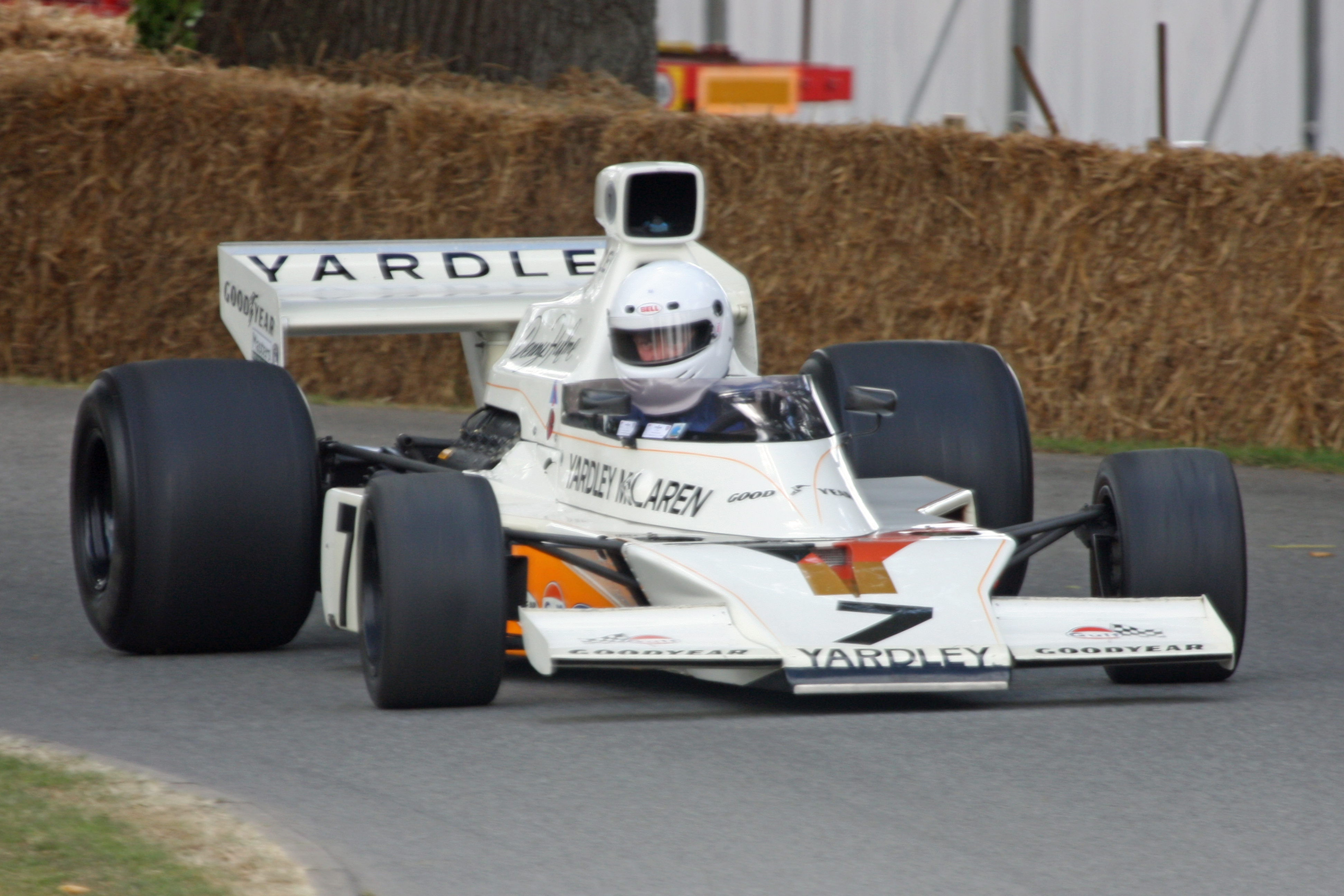
M23 (1973) in Yardley-Lackierung; Goodwood, 2009
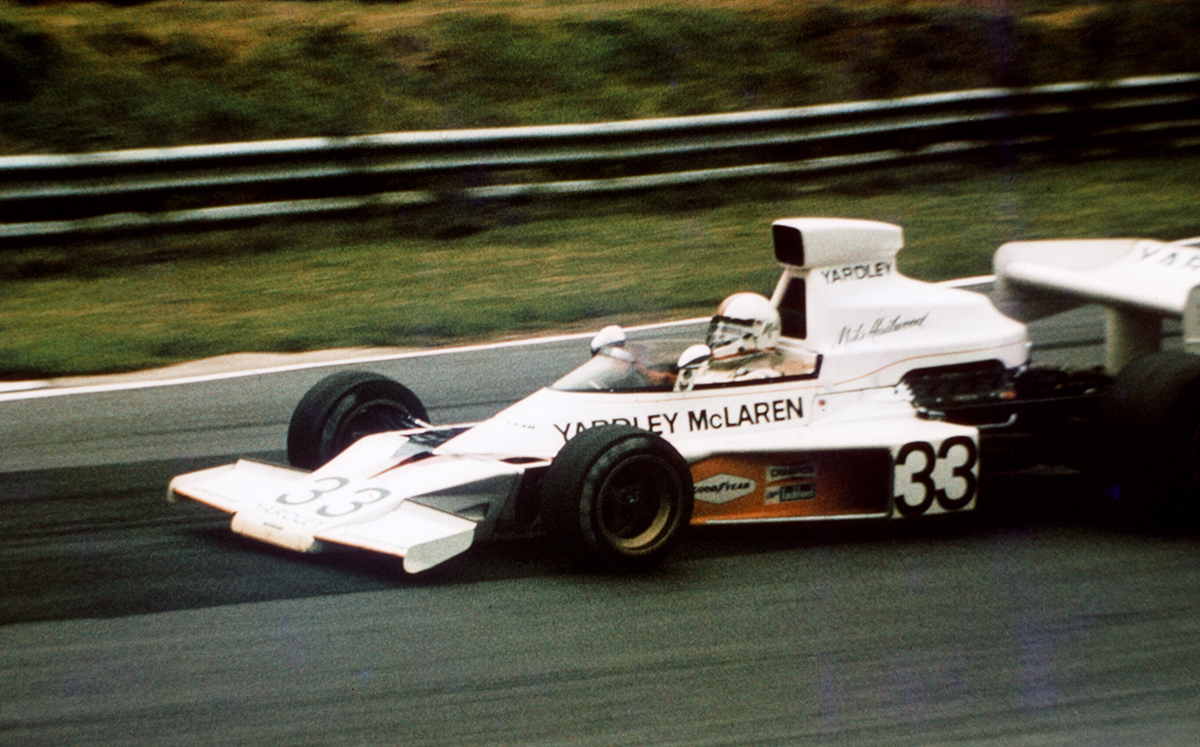
Hailwood im M23; Brands Hatch, 1973
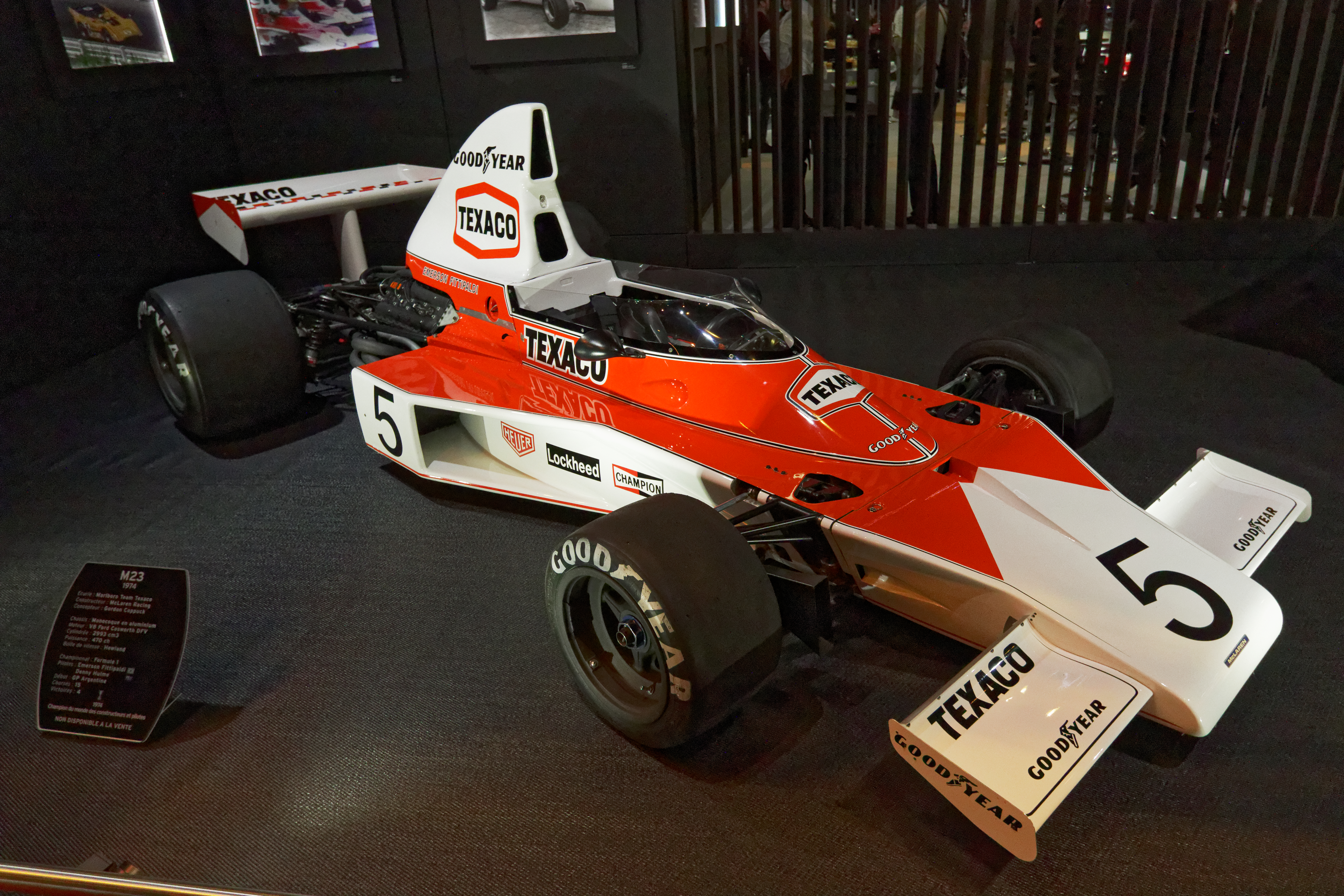
M23B von 1974 ohne Tabakwerbung; Paris, 2018
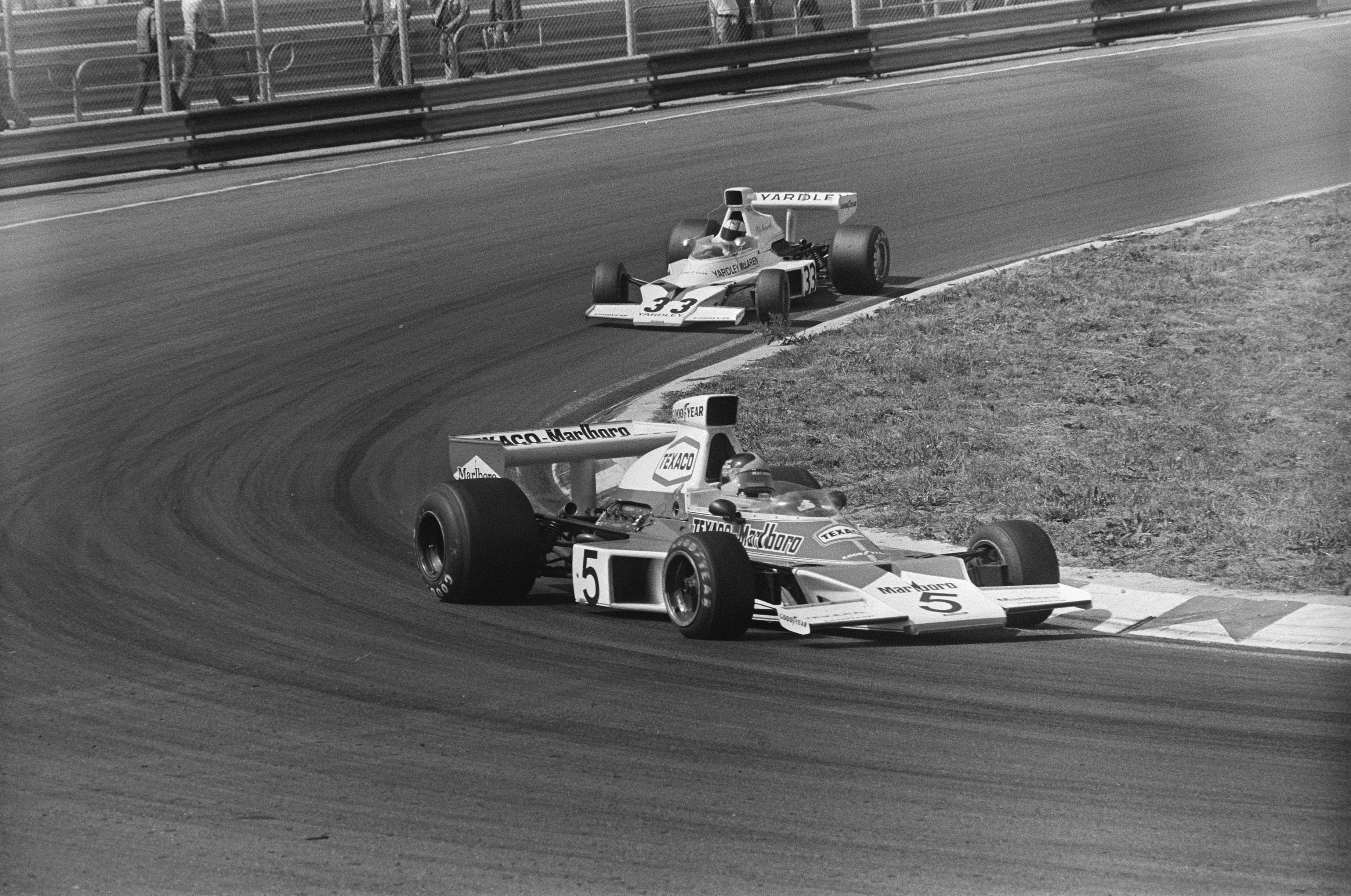
Marlboro-M23 vor Yardley-M23; Zandvoort, 1974
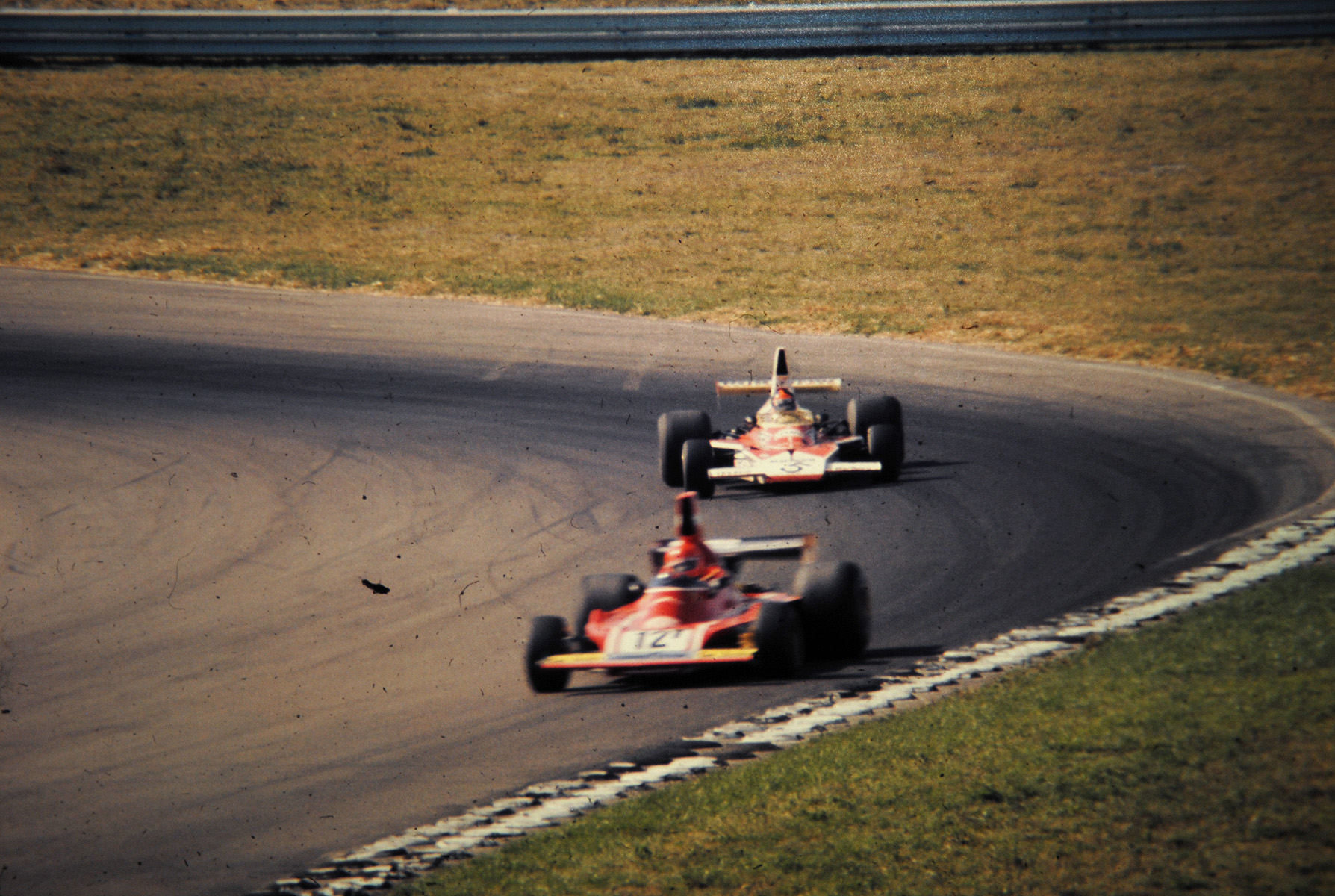
Lauda im Ferrari vor Fittipaldis M23B; Watkins Glen, 1974
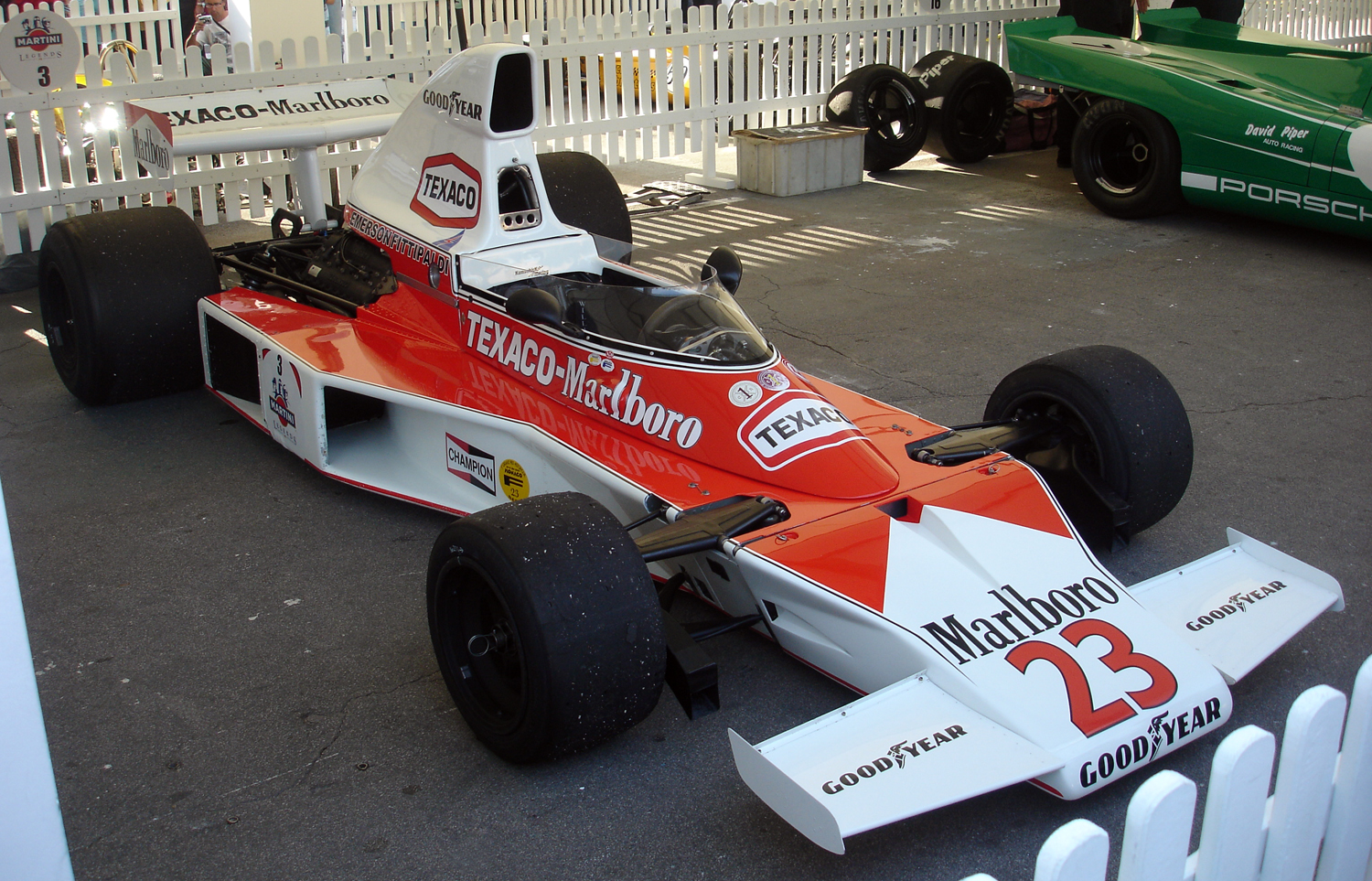
Historischer M23C (1975); Barcelona, 2007
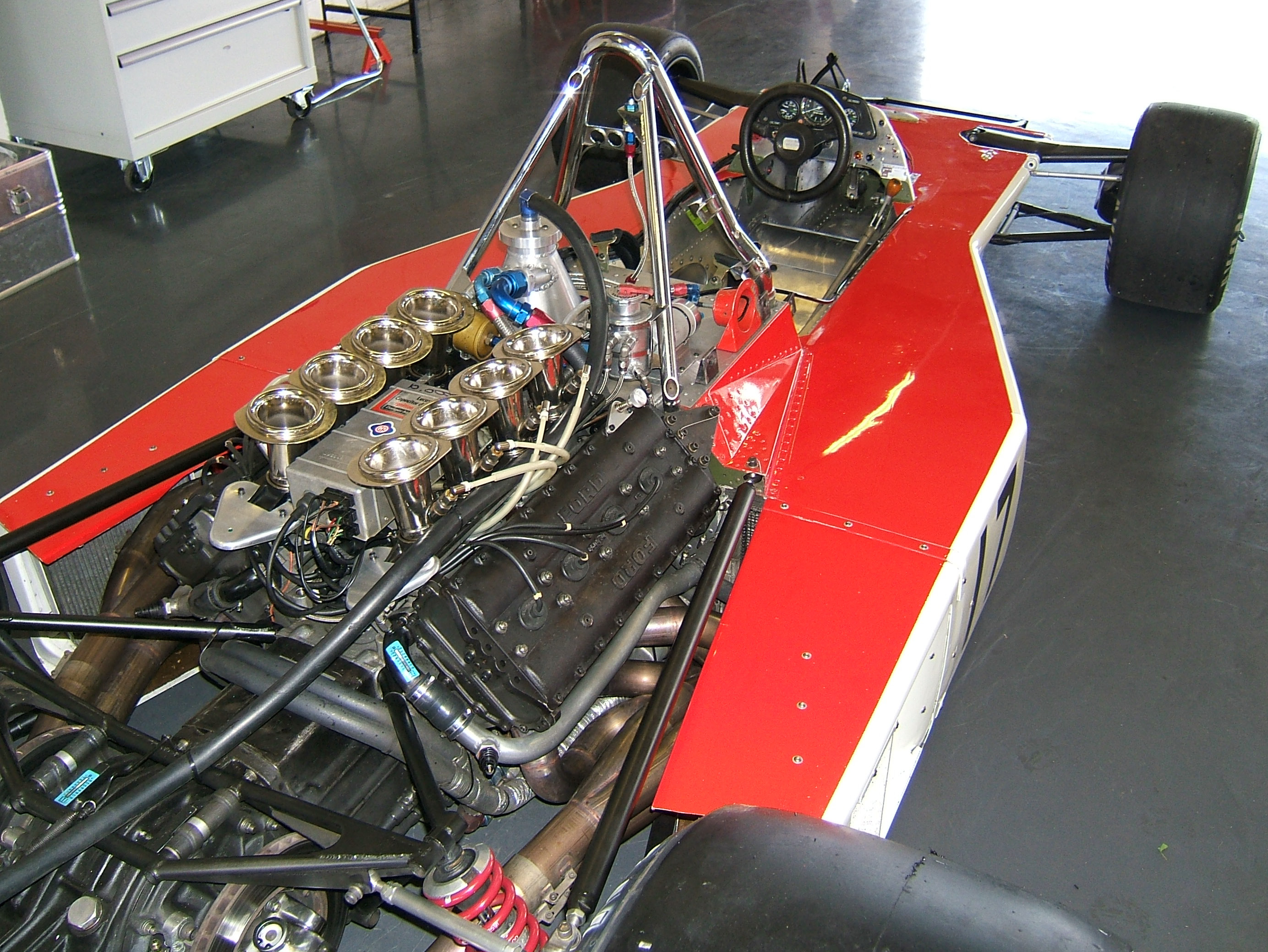
Blick auf den Motorraum eines M23C (1975), Silverstone, 2007
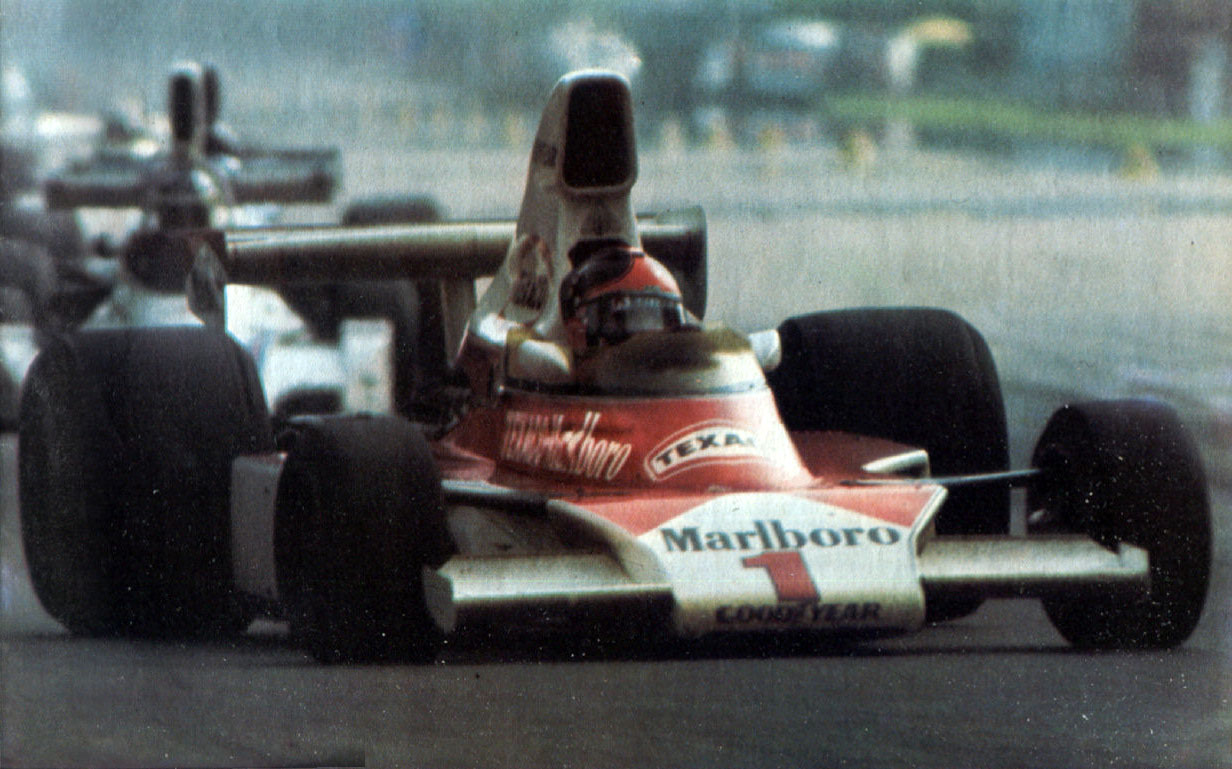
Fittipaldi im M23C in Führung; Monza, 1975
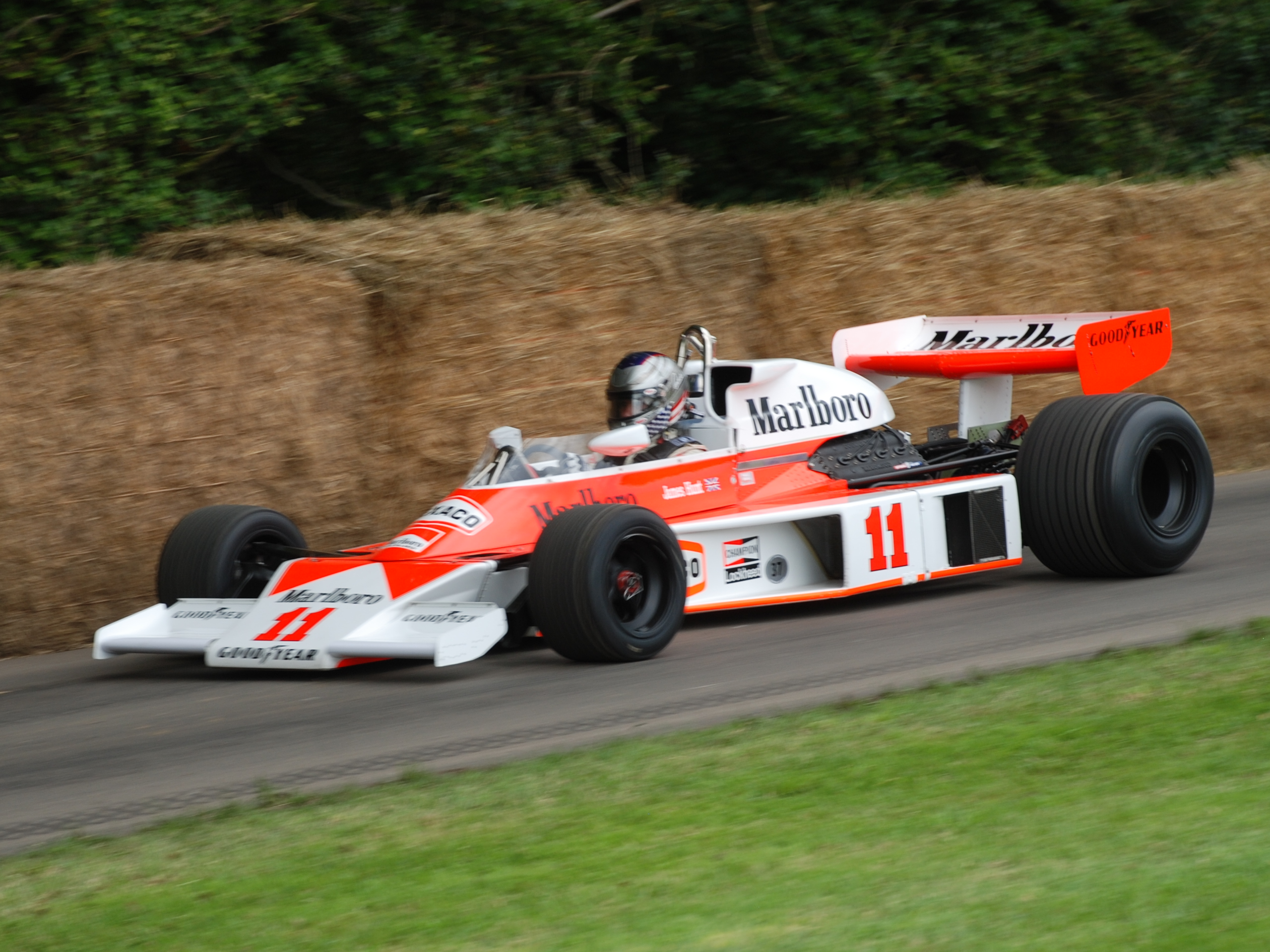
Historischer M23D (1976); Goodwood, 2016
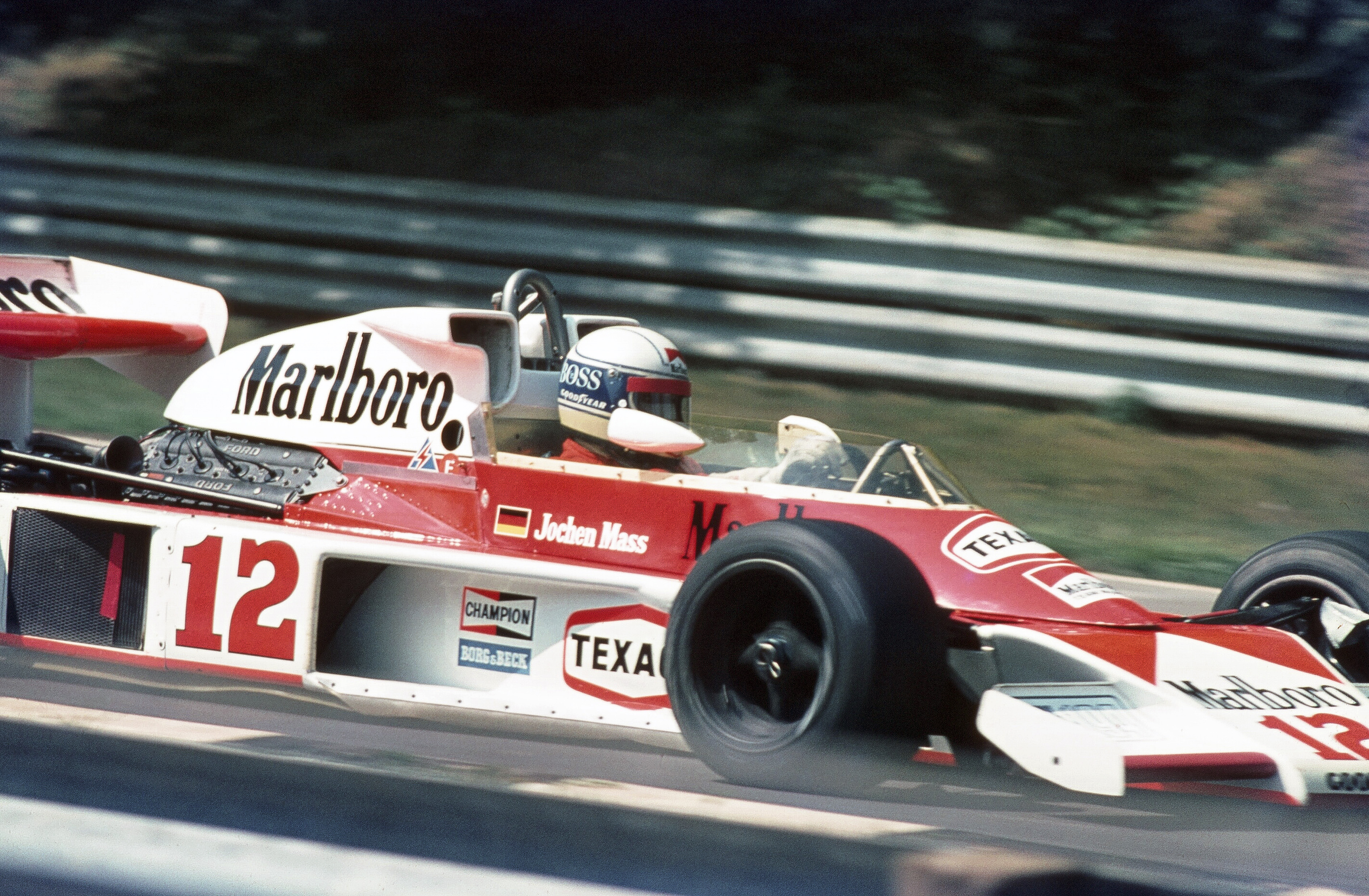
Mass im M23D; Brands Hatch, 1976
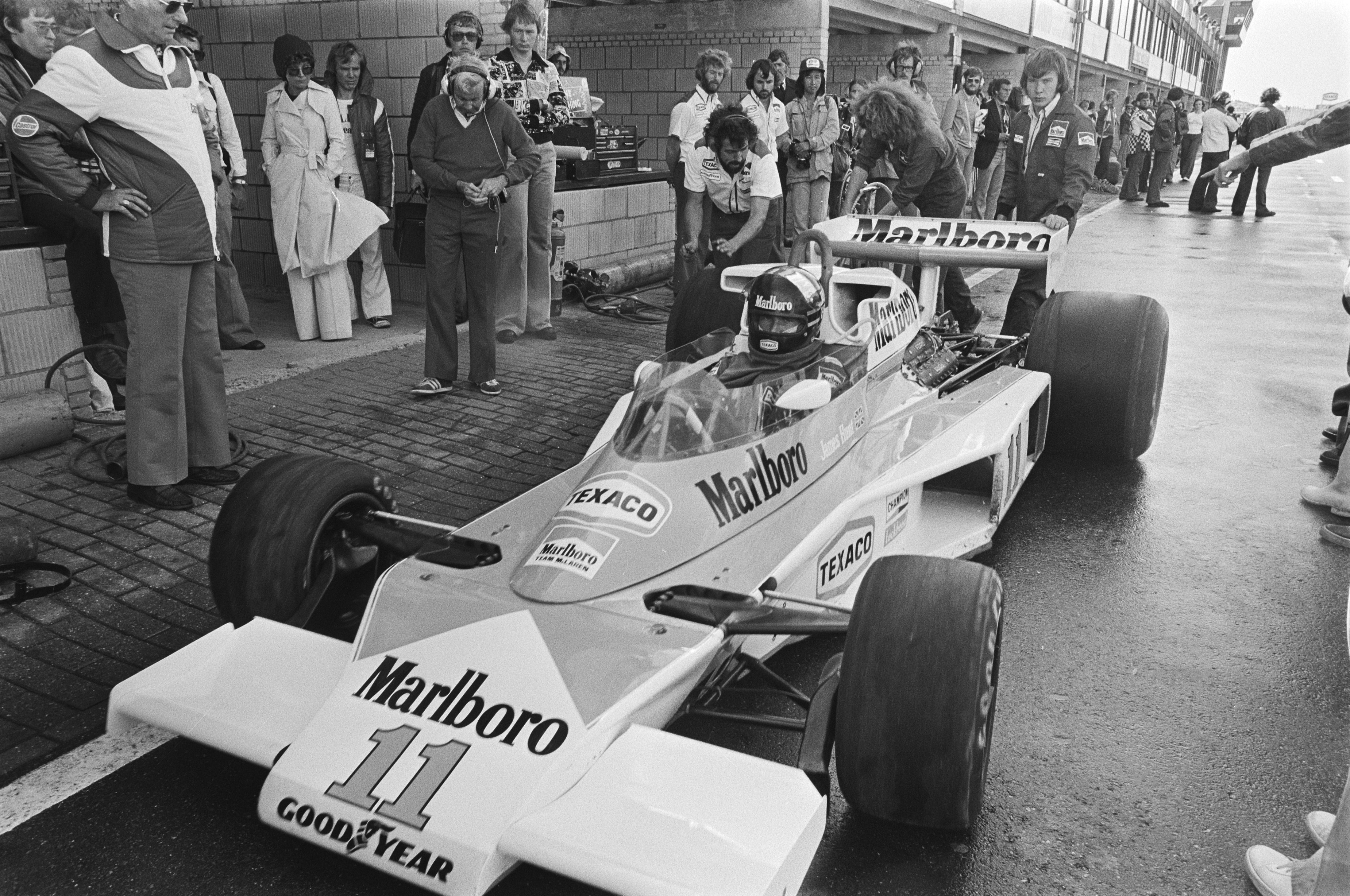
Hunt im M23D; Zandvoort, 1976
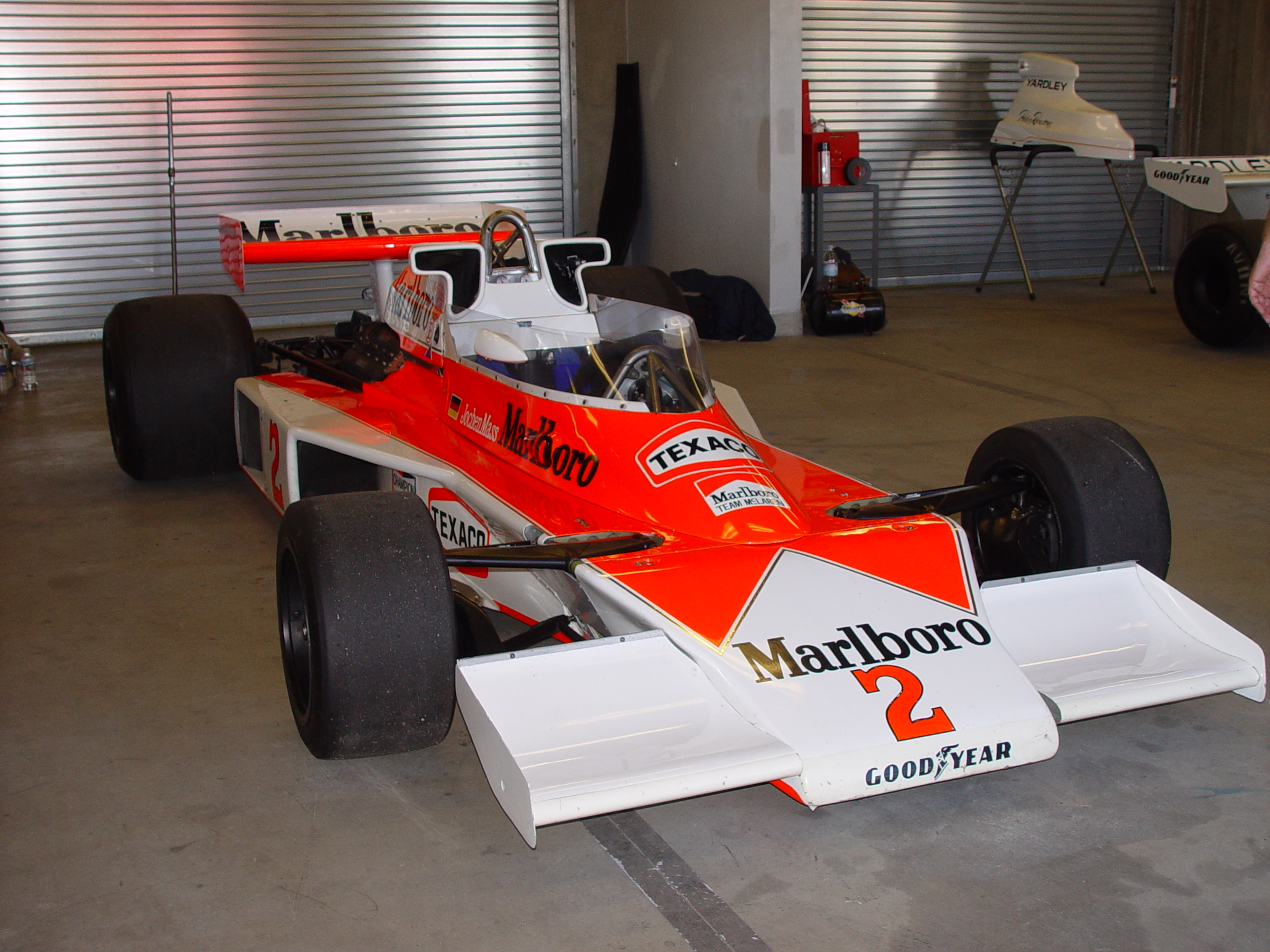
M23E von 1977; Monterrey, 2006
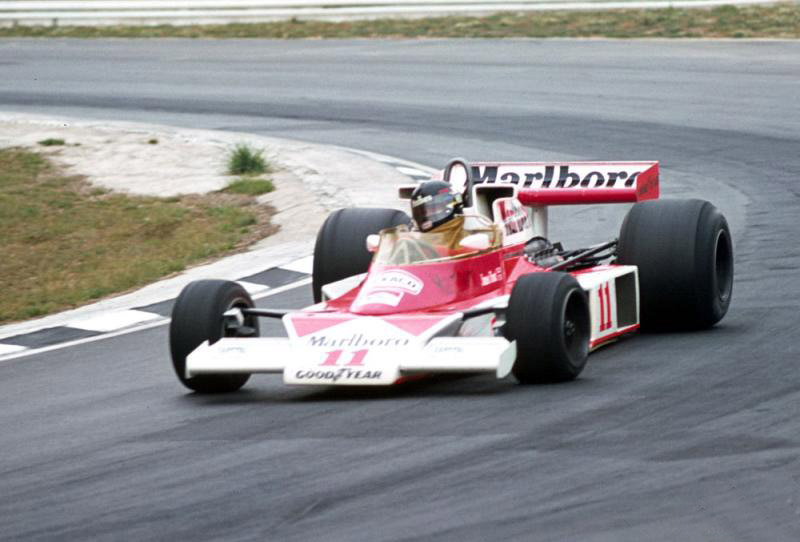
Hunt im M23E; Brands Hatch, 1977
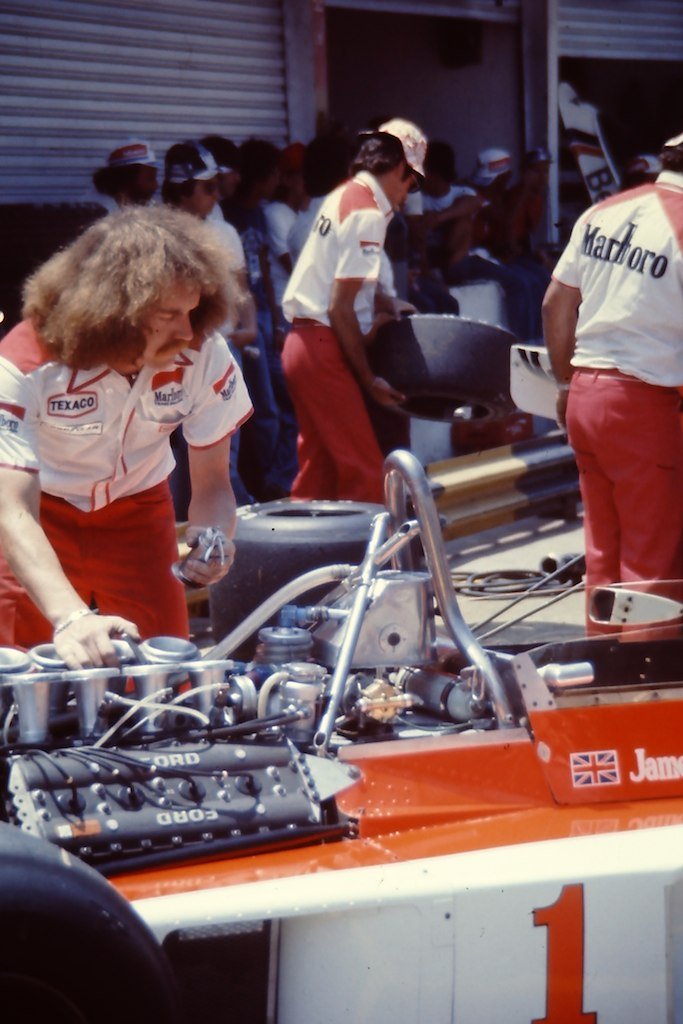
Ingenieure am M23E ohne Motorabdeckung; Sao Paulo, 1977

## Ergebnisse

### Statistik in der Automobil-Weltmeisterschaft
Diese Statistik umfasst alle Ergebnisse von Fahrern, die mit einem M23-Chassis an Rennen der Automobil-Weltmeisterschaft teilnahmen, die heutzutage als Formel-1-Weltmeisterschaft bezeichnet wird.

#### Gesamtübersicht
| Fahrer               | Nr.                  | 1   | 2   | 3   | 4   | 5   | 6   | 7   | 8   | 9   | 10  | 11  | 12  | 13  | 14  | 15  | 16  | 17 | Punkte | Rang |
| Formel-1-Saison 1973 | Formel-1-Saison 1973 |     |     |     |     |     |     |     |     |     |     |     |     |     |     |     |     |    | 58 7   | 3.   |
| Denny Hulme          | – 1                  |     |     | 5   | 6   | 7   | 6   | 1   | 8   | 3   | DNF | 12  | 8   | 15  | 13  | 4   |     |    | 58 7   | 3.   |
| Peter Revson         | – 1                  |     |     |     | 4   | DNF | 5   | 7   |     | 1   | 4   | 9   | DNF | 3   | 1   | 5   |     |    | 58 7   | 3.   |
| Jody Scheckter       | – 1                  |     |     |     |     |     |     |     | DNF | DNS |     |     |     |     | DNF | DNF |     |    | 58 7   | 3.   |
| Jacky Ickx           | – 1                  |     |     |     |     |     |     |     |     |     |     | 3   |     |     |     |     |     |    | 58 7   | 3.   |
| Formel-1-Saison 1974 | Formel-1-Saison 1974 |     |     |     |     |     |     |     |     |     |     |     |     |     |     |     |     |    | 73     | 1.   |
| Emerson Fittipaldi   | 5                    | 10  | 1   | 7   | 3   | 1   | 5   | 4   | 3   | DNF | 2   | DNF | DNF | 2   | 1   | 4   |     |    | 73     | 1.   |
| Denny Hulme          | 6                    | 1   | 12  | 9   | 6   | 6   | DNF | DNF | DNF | 6   | 7   | DSQ | 2   | 6   | 6   | DNF |     |    | 73     | 1.   |
| Dave Charlton        | 23                   |     |     | 19  |     |     |     |     |     |     |     |     |     |     |     |     |     |    | 73     | 1.   |
| Mike Hailwood        | 33                   | 4   | 5   | 3   | 9   | 7   | DNF | DNF | 4   | 7   | DNF | 15  | INJ | INJ | INJ | INJ |     |    | 73     | 1.   |
| David Hobbs          | 33                   |     |     |     |     |     |     |     |     |     |     |     | 7   | 9   |     |     |     |    | 73     | 1.   |
| Jochen Mass          | 33                   |     |     |     |     |     |     |     |     |     |     |     |     |     | 16  | 7   |     |    | 73     | 1.   |
| Formel-1-Saison 1975 | Formel-1-Saison 1975 |     |     |     |     |     |     |     |     |     |     |     |     |     |     |     |     |    | 53     | 3.   |
| Emerson Fittipaldi   | 1                    | 1   | 2   | NC  | DNS | 2   | 7   | 8   | DNF | 4   | 1   | DNF | 9   | 2   | 2   |     |     |    | 53     | 3.   |
| Jochen Mass          | 2                    | 14  | 3   | 6   | 1   | 6   | DNF | DNF | DNF | 3   | 7   | DNF | 4   | DNF | 3   |     |     |    | 53     | 3.   |
| Dave Charlton        | 31                   |     |     | 14  |     |     |     |     |     |     |     |     |     |     |     |     |     |    | 53     | 3.   |
| Formel-1-Saison 1976 | Formel-1-Saison 1976 |     |     |     |     |     |     |     |     |     |     |     |     |     |     |     |     |    | 74     | 2.   |
| James Hunt           | 11                   | DNF | 2   | DNF | 1   | DNF | DNF | 5   | 1   | DSQ | 1   | 4   | 1   | DNF | 1   | 1   | 3   |    | 74     | 2.   |
| Jochen Mass          | 12                   | 6   | 3   | 5   | DNF | 6   | 5   | 11  | 15  | DNF | 3   | 7   | 9   | DNF | 5   | 4   | DNF |    | 74     | 2.   |
| Formel-1-Saison 1977 | Formel-1-Saison 1977 |     |     |     |     |     |     |     |     |     |     |     |     |     |     |     |     |    | 60 8   | 3.   |
| James Hunt           | 1                    | DNF | 2   | 4   | 7   |     | DNF |     |     |     |     |     |     |     |     |     |     |    | 60 8   | 3.   |
| Jochen Mass          | 2                    | DNF | DNF | 5   | DNF | 4   | 4   | DNF | 2   | 9   |     |     |     |     |     |     |     |    | 60 8   | 3.   |
| Bruno Giacomelli     | 14                   |     |     |     |     |     |     |     |     |     |     |     |     |     | DNF |     |     |    | 60 8   | 3.   |
| Brett Lunger         | 30                   |     |     |     |     |     |     | DNS | 11  | DNQ | 13  | DNF | 10  | 9   | DNF | 10  | 11  |    | 60 8   | 3.   |
| Emilio de Villota    | 36                   |     |     |     |     | 13  |     | DNQ | DNQ |     | DNQ | DNQ | 17  |     | DNQ |     |     |    | 60 8   | 3.   |
| Gilles Villeneuve    | 40                   |     |     |     |     |     |     |     |     | 11  |     |     |     |     |     |     |     |    | 60 8   | 3.   |
| Formel-1-Saison 1978 | Formel-1-Saison 1978 |     |     |     |     |     |     |     |     |     |     |     |     |     |     |     |     |    | 15 9   | 8.   |
| Emilio de Villota    | 28                   |     |     |     |     |     |     | DNQ |     |     |     |     |     |     |     |     |     |    | 15 9   | 8.   |
| Nelson Piquet        | 29                   |     |     |     |     |     |     |     |     |     |     |     | DNF | DNF | 9   |     |     |    | 15 9   | 8.   |
| Brett Lunger         | 30                   | 13  | DNF | 11  | DNQ |     |     |     |     |     |     | 12  |     |     |     |     |     |    | 15 9   | 8.   |
| Tony Trimmer         | 40                   |     |     |     |     |     |     |     |     |     | DNQ |     |     |     |     |     |     |    | 15 9   | 8.   |

| Legende  | Legende            | Legende                                                          |
| Farbe    | Abkürzung          | Bedeutung                                                        |
| -------- | ------------------ | ---------------------------------------------------------------- |
| Gold     | –                  | Sieg                                                             |
| Silber   | –                  | 2. Platz                                                         |
| Bronze   | –                  | 3. Platz                                                         |
| Grün     | –                  | Platzierung in den Punkten                                       |
| Blau     | –                  | Klassifiziert außerhalb der Punkteränge                          |
| Violett  | DNF                | Rennen nicht beendet (did not finish)                            |
| Violett  | NC                 | nicht klassifiziert (not classified)                             |
| Rot      | DNQ                | nicht qualifiziert (did not qualify)                             |
| Rot      | DNPQ               | in Vorqualifikation gescheitert (did not pre-qualify)            |
| Schwarz  | DSQ                | disqualifiziert (disqualified)                                   |
| Weiß     | DNS                | nicht am Start (did not start)                                   |
| Weiß     | WD                 | zurückgezogen (withdrawn)                                        |
| Hellblau | PO                 | nur am Training teilgenommen (practiced only)                    |
| Hellblau | TD                 | Freitags-Testfahrer (test driver)                                |
| ohne     | DNP                | nicht am Training teilgenommen (did not practice)                |
| ohne     | INJ                | verletzt oder krank (injured)                                    |
| ohne     | EX                 | ausgeschlossen (excluded)                                        |
| ohne     | DNA                | nicht erschienen (did not arrive)                                |
| ohne     | C                  | Rennen abgesagt (cancelled)                                      |
| ohne     | keine WM-Teilnahme |                                                                  |
| sonstige | P/fett             | Pole-Position                                                    |
| sonstige | 1/2/3/4/5/6/7/8    | Punktplatzierung im Sprint-/Qualifikationsrennen                 |
| sonstige | SR/kursiv          | Schnellste Rennrunde                                             |
| sonstige | *                  | nicht im Ziel, aufgrund der zurückgelegten Distanz aber gewertet |
| sonstige | ()                 | Streichresultate                                                 |
| sonstige | unterstrichen      | Führender in der Gesamtwertung                                   |

## Technische Daten
| Kenngrößen                | McLaren M23C, 1975                                                                                  |
| ------------------------- | --------------------------------------------------------------------------------------------------- |
| Motor                     | Ford-Cosworth DFV V8-Motor, Mittelmotor (längs hinter dem Fahrer)                                   |
| Hubraum (Bohrung × Hub)   | 2993 cm³ (85,7 × 64,8 mm)                                                                           |
| Verdichtung               | 11,0 : 1                                                                                            |
| Leistung                  | 465 PS (ca. 362 kW) bei 10.600/min                                                                  |
| Ventilsteuerung           | 2 obenliegende Nockenwellen je Zylinderbank (DOHC)                                                  |
| Gemischaufbereitung       | Lucas-Saugrohreinspritzung                                                                          |
| Kraftübertragung          | 5-Gang-Getriebe, Hewland FG 400, Hinterradantrieb                                                   |
| Karosserie                | Aluminiummonocoque, Antriebsgruppe tragend                                                          |
| Radaufhängung vorn        | doppelte Querlenker mit Stabilisator, Schraubenfedern und Stoßdämpfer                               |
| Radaufhängung hinten      | doppelte Querlenker mit Stabilisator, Schraubenfedern, Stoßdämpfern und je einem oberen Längslenker |
| Lenkung                   | Zahnstangenlenkung, zweiteilige Lenksäule                                                           |
| Bremse                    | Scheibenbremse                                                                                      |
| Leergewicht (ohne Fahrer) | ca. 575 kg                                                                                          |